# The Star (relat)
The Star és un relat curt d'Arthur C. Clarke publicat el 1955 a la revista Infinity i guanyador del Premi Hugo al millor relat curt un any després. Posteriorment es va recollir a l'antologia The Other Side of the Sky.

## Argument
El protagonista és un sacerdot jesuïta que viatja en una missió d'exploració espacial. La seva nau arriba a un planeta que orbita una estrella morta. La superfície del planeta està completament devastada com a resultat de l'explosió que va tenir lloc quan l'estrella va morir, però queden restes d'una estructura clarament artificial.
Els exploradors entren a l'interior d'aquesta estructura i descobreixen que és l'entrada a una càmera que tanca i protegeix els records de l'espècie extraterrestre que va habitar aquest planeta. Descobreixen mostres del seu art: pintures, escultures i tot tipus d'objectes bells, com també gravacions de les seves cançons i fins i tot filmacions de la seva vida diària.
Aquests éssers semblaven viure en harmonia, en un ambient tranquil. El seu art i les seves cançons estan plens de gràcia i bellesa i tots en la missió lamenten la mort de la seva raça. Comprenen que, sabent que l'estrella havia de morir, els extraterrestres van decidir salvar el millor del seu art i el seu món perquè, en el cas que uns futurs visitants (com els protagonistes del conte) arribessin al planeta, tinguessin l'oportunitat de conèixer el seu passat.
El final del relat té lloc en el viatge de tornada. Consultant la posició de l'estrella en taules astronòmiques i per les dades sobre el moment de l'explosió, arriben a la conclusió que la nova en què es va convertir és l'Estrella de Betlem, a la qual fa referència al Nou Testament com a guia dels Reis Mags d'Orient al naixement de Jesús de Natzaret.
La incapacitat de comprendre que una raça tan bella hauria de ser aniquilada per anunciar l'arribada de Crist fa dubtar al sacerdot protagonista de la seva fe.